# كربئيل وتر
كرب إيل وتر بن ذمار علي (تـ 650 ق م): أشهر مكاربة سبأ، ويعد المؤسس الفعلي لمملكة سبأ ومنظمها. وقد افتتح هذا المكرب عهده بإرسال هدايا إلى آشور، وهو أول حاكم سبئي اعترف به الآشوريون بوصفه ملكاً وحاكماً، ووفقاً لنقش أثري خاص للملك سنحاريب في ذكرى انشاء المعبد في رأس السنة الآشورية عام 685 ق م أو 682 ق م، قدم (كربئيلو ملك سبأ) هبة تتضمن أحجار كريمة وتوابل بهذه المناسبة. وعلل فرتز هومل إطلاق لقب ملك على كرب إيل في هذا النقش بأن الآشوريين لم يهتموا كثيراً بألقاب هؤلاء الأمراء البعيدين، ولذلك دعوا مكربا "ملكاً". وعلى الرغم من كل الانتصارات العسكرية التي نجح فيها سلفه المكرب السبئي يثع أمر وتر بن يكرب ملك على النطاق الداخلي في جنوبي جزيرة العرب، فإنه لم يستطع فرض احترام الأشوريين، فأجبرت القوافل السبئية التجارية في عهده بدفع جزية، ولم يتقلد يثع أمر وتر أي لقب ملكي بخلاف "كرب إيل وتر بن ذمار علي" الذي اعترف به الآشوريون بوصفه ملكاً.
في عهد كَرِبْ إيل وَتَر (685 ق م - 650 ق م تقريباً) شهدت سبأ اتساعاً ونفوذاً لن يرى له مثيل إلا بعد قرون طويلة تحت حكم ملوك بني ذي ريدان. لتجد منطقة جنوب شبه الجزيرة العربية نفسها موحدة، فانتشرت الأنماط المعمارية والفنية المشتركة في جميع أنحاء المنطقة وخارجها. وفي واقع الأمر هي نفس الفترة التي انتقل فيها سكان جنوب شبه الجزيرة العربية إلى الحبشة المجاورة، ونشروا فيها أساليبهم المعمارية وفنهم وكتابتهم، وهو ما نجده بأشكال الحروف في لغتهم الحالية.
يعد نقش النصر السبئي في صرواح، العائد لهذا المكرب حوالي العام 650 ق م، من أهم الوثائق السبئية المبكرة، والتي تشرح لنا نشأت هذه المملكة. وقد جاء في هذه الوثيقة المهمة، خبر مملكة أوسان التي دمرها السبئيون كلياً وأحرقوا مدنها وسلبت ممتلكاتها وقتلوا أعداداً كبيرة من السكان وأسروا أيضاً الآلاف منهم، وأما أراضي مملكة أوسان فتم توزيعها على حلفاء سبأ الجدد قتبان الذين كانوا أعداء سبأ في القرن الثامن ق.م. وأيضاً على مملكة حضرموت التي كانت أيضا حليفة لسبأ. كما سيّر السبئيون حملات ضد قبائل كحد ذو - سوط وتبنو ودهس - التي كانت أيضاً من ضمن أعداء مملكة سبأ.
دام التحالف بين سبأ ونشان - المملكة الرئيسية في الجوف عقوداً من الزمن، وفي وقت متأخر من حكم كرب إيل وتر ابن ذمار، ينفسخ التحالف بين نشان وسبأ وينقلب إلى عداوة. ولذلك فإن القتال ضد نشان بعد هزيمة أوسان ونجران كان بمثابة مفاجأة، حيث لم ينتهك أي منهما عهد الولاء. وربما كان السبب وراء ذلك، زيادة قوة نشان وسيطرتها على أجزاء كبيرة من الجوف، وهو الأمر الذي كانت سبأ مسؤولة عنه جزئيًا، كما هو مذكور صراحة في نقش كربئيل وتر. قام السبئيون بحملتين عسكريتين في أواسط القرن السابع قبل الميلاد. في الحملة الأولى انتصرت سبأ على نشان. عادت نشان إلى العصيان للمرة الثانية، فجهز كرب إيل وتر حملة ثانية - كان الصراع فيها مع نشان أطول مما كان متوقعًا، ولم يتم حسمها إلا من خلال حصار نشان ونشق لمدة ثلاث سنوات - دمر فيها سور مدينة نشان وقصرها، ولكن بناءً على أوامر كربئيل لم يتم حرق المدينة، وتم فرض الجزية. وقد أذل كربئيل وتر ملك نشان سمه يفع - الذي نجى بحياته - فأجبره على تشييد معبداً للإله السبئي ألمقه في المدينة، كما قَهَرَ نشان بأن وَطَّن السبئيون وأسكنهم في المدينة، وصادرت سبأ أرض "نشان" الزراعية وجميع السدود التي تنظم الري فيها، ووادي مذاب الذي كان يمون "نشان". وأعطى "كرب إيل وتر" جزءاً كبير من أملاك نشان لمدينتي هرم وكمنا حلفائه. واستولت سبأ على نشق بالكامل.
في القرن الخامس قبل الميلاد بدأ تقهقر مملكة سبأ أمام مملكة معين وقتبان المجاورتين. ومع أفول القرن الخامس قبل الميلاد تنطوي صفحة من صفحات تاريخ نشوء الممالك العربية الجنوبية - التي دامت قرابة ثلاثة قرون - وفتحت صفحة جديدة متميزة بالنشاط التجاري المكثف بين ممالك جنوبي جزيرة العرب - خصوصاً مملكة معين - وبين مدن سواحل حوض البحر الأبيض المتوسط الشرقية؛ غزة، وصيدا، وصور، ومصر، واليونان، وبلاد الرافدين.

## طريقة التوصل إلى زمنه
اعتمد العلماء في التسلسل التاريخي للمكرب "كربئيل وتر" وسلفه "يثع أمر وتر" على عدة معايير، منها أن النصوص الآشورية أشارة إلى أسماؤهم، حيث أشير إلى "يثع أمر" في سنة 715 ق م، وذُكر "كربئيل وتر" في عيد رأس السنة الآشورية سنة 685 ق م أو 682 ق م. ومن خلال النقوش السبئية تم التثبت من صحة نصوص آشور، بفضل نقش ضخم في صرواح تم اكتشافه في 2005، ووفقاً لمنهج التحليل القديم للنقوش – التصنيف الزمني التقديري للنصوص بناءً على تطور شكل الحروف والسمات اللغوية والنحوية، تم اعتماد هذا النقش ضمن أقدم النقوش السبئية، وهو للمكرب العظيم يثع أمر وتر، الوارد اسمه في النصوص الآشورية، وتم تأكيد ذلك الافتراض بفضل عدد من أسماء الزعماء الذي عاصرهم المكربان كربئيل وتر وسلفه يثع أمر وتر، بالإضافة لمشروع شراء الأراضي الذي كان امتداد بين عصرهما. والقائمة التالية، تعطينا اسماء الزعماء ومعاصرتهم لهؤلاء المكاربة.

| يثع أمر وتر      | ملاحظة | كربئيل وتر     | ملاحظة |
| ---------------- | --- | -------------- | --- |
| عم وقه ذي أمير   | - اشترى المكرب "يثع أمر وتر" عدد من الأراضي في منطقة "ماه عذب/مهعذب" في وادي ونب بحدودها من الزعيم عم وقه ذي أمير. | عم وقه ذي أمير | - تابع كرب إيل وتر السياسة المميزة التي أسسها "يثع أمر وتر" قبله، وهي سياسة شراء الأراضي من السكان الأصليون وزعماء القبائل المجاورة، وتوسيع أملاك قبيلة سبأ وأتباعهم. ويبدو أن مشروع الشراء كان في فترة مبكرة من عهد كربئيل وتر، قبل فتوحاته الواسعة. وقد دَوَّنَ هذا المكرب انجازات عهده الطويل من فتواحات وعمران وحيازات بالشراء في نقش النصر السبئي. - قام "كربئيل وتر" بشراء كامل أراضي "ونب" (حاليًا: وادي الجوبة) من عدد من الزعماء، من بينهم "عم وقه ذي أمير". هذا المعطى المهم يعطينا دليل على قرب الزمن بين المكربين يثع أمر وتر وكربئيل وتر، ويمكننا تقديرها بشكل معقول بحوالي ثلاثين إلى خمسين عاماً من حياة الزعيم "عم وقه ذي أمير"(715 ق م - 685 ق م/670 ق م) تقريباً. |
| خلامر بن حاضرهمو | - اشترى المكرب "يثع أمر وتر" عدد من الأراضي في وادي ونب من "خلامر بن حاضرهمو" زعيم قبيلة "ذي مفعل".                | أبناء خلامر    | - اشترى المكرب "كربئيل وتر" عدد من الأراضي في وادي ونب من زعيمها الجديد "حاضرهمو بن خلامر" وهو ابن "خلامر بن حاضرهمو" المعاصر للمكرب يثع أمر وتر. بالإضافة إلى شراء "كربئيل وتر" أراضي في وادي "ونب" من شقيق الزعيم السابق "رابم بن خلامر" وأقطعها إلى جماعة فيشان أتباعه (أدم). ومن الواضح، أن الزعيم "خلامر بن حاضرهمو" هلك قبل مشروع كربئيل وتر التوسعي في شراء الأراضي المحيطة بسبأ. فخلفه أبنائه المذكورين زعماء جديد على "ذي مفعل"، القبيلة صاحبة الأراضي الشاسعة في وادي الجوبة ومرتفعاتها إلى رداع. |
| ملك وقه          | - عاصر المكرب "يثع أمر وتر"، حاكم نشان المدعو "ملك وقه (الأول) بن عم علي".                                         | ذات ملك وقه    | - استولى كربئيل وتر على أرض "ذات ملك وقه" من سمه يفع (ملك نشان في أيامه) وسلمها إلى ملك كمنا. ومن الملاحظ أن في عهد ملك وقه، امتدت حيازات نشان الزراعية إلى منطقة التقاء واديي مذاب في الخارد، بالقرب من حدود كمنا وهرم. إلا أن كربئيل وتر قهر نشان، وسلم تلك الأرض الخصيبة إلى كمنا. |

الجدير بالذكر هنا، أنه لا يوجد في عصر المكاربة، الذي امتد ثلاثة قرون تقريبًا، مكرب يحمل اسم كربئيل، سوى أثنين فقط. الأول: العظيم "كربئيل وتر"، ومن خلال السياق التاريخي لهذا المكرب، بالإضافة إلى شكل الحروف في نقوشه الرسمية الغزيرة، نحن أمام مكرب قديم جدًا، ومن أوائل المكاربة. المكرب الآخر: "كربئيل بين بن يثع أمر"، نصوص هذا المكرب من عهد المكاربة الوسيط ويظهر ذلك جليًا من خلال شكل الحروف، أيضاً وجود نقوش تذكره في نصاب التي كانت تابعة لأوسان، ونقوش أخرى في تهامة، ونقوش في نشق، كل تلك الدلائل ضمن السياق التاريخي، تجعله متأخر، أي بعد الفتوح الواسعة التي قام بها كربئيل وتر، حيث أن نشق مدينة استحوذ عليها كربئيل وتر من نشان، ومناطق أوسان بما فيها نصاب استحوذ عليها كربئيل وتر، ولم تكون تلك المناطق قبله سبئية أبدًا. هناك أيضًا عدة معايير تفصيلية أخرى، تأكد أن كربئيل وتر هو المشار إليه في السجلات الآشورية دون أدنى شك، وبفضل نقش "يثع أمر وتر" تم التعرف على التسلسل الزمني الدقيق لمكاربة سبأ الأوائل، حيث أن بين يثع أمر وتر وكربئيل وتر، حكم ثلاثة مكاربة (سمه علي، يثع أمر بين، ذمار علي - والد كربئيل وتر) الآن اصبح زمنهم مؤكد بفضل نقوش غزيرة من قرناو وكمنا ووادي رغوان ومنطقة غرب مأرب، توضح تزامنهم.

## أسرته
- أخوه: معديكرب بن ذمار علي"، أمير سبئي. شارك مع شقيقه كربئيل وتر في الصيد، بإشراف المكرب "يثع أمر بين الأول".[10] يبدو أنه توفى مبكراً، حيث لا نجد له ذكر في عهد شقيقه كربئيل وتر.
- أخوه: هلكم/هالك بن ذمار علي"، أمير سبئي، يبدو أنه أكبر أشقاء كربئيل وتر. عاش هذا الأمير إلى زمن أخيه كربئيل وتر وابنه "سمه علي" المشترك حوالي أواسط القرن السابع قبل الميلاد.[11] شارك هو وابنه "ظوركرب بن هالك" في طقوس الصيد مع المكاربة "يثع أمر بين" "وكربئيل وتر.[12][13]
- أخوه: لحي عثت بن ذمار علي"، أمير سبئي،[14] عاش إلى زمن أخيه كربئيل وتر وابنه "سمه علي" المشترك حوالي أواسط القرن السابع قبل الميلاد.[11]
- ابن: "يقه ملك بن كربئيل وتر"، الابن الأكبر لكربئيل وتر. وهو معروف بمشاركته في الصيد المقدس إلى جانب والده "كربئيل وتر" بإشراف المكرب "يثع أمر بين"، في نقش يعود إلى العقدين الأولين من القرن السابع قبل الميلاد تقريباً.[15] يختفي هذا الأمير الشاب مبكراً، ولا نعرف عنه شيئاً. ربما أنه توفى مبكرًا، أو أنه حول اسمه إلى الأسماء "سمه علي" أو "يدع إيل"، حيث أن في التقاليد السبئية يجب على الحكام - وربما المرشحين لمنصب الحاكم أيضا - أن يحملو ستة اسماء مركبة وأربعة ألقاب محددة، لا يحملها إلا الحكام السبئيون. إن صحت تلك الفرضية فهو أحد الأبناء الآتي ذكرهم.
- ابن: "سمه علي بين بن كربئيل"، أحد مكاربة سبأ. وهو معروف جيداُ في فترة الحكم المشتركة مع والده "كربئيل وتر".[16]
- ابن: "يدع إيل ينوف بن كربئيل"، أحد مكاربة سبأ. لدينا عدد من النصوص تذكره مع والده "كربئيل وتر" وشقيقه "سمه علي "،[17] كذلك نصوص أخرى مع إخوته "سمه علي" والأمير "سمه ريم ذبيان".[18]
- ابن: "سمه ريم ذبيان بن كربئيل"، أمير سبئي، وهو غير معروف في زمن والده، على الأرجح كان صغيرًا. ويبدو أنه كان أميرًا على مدينة "كتال" في عهد إخوته.[19]

## في السجلات الآشورية
يوجد مجموعتا وثائق من عهد سنحاريب تشير إلى كربئلو، ملك أرض سبأ. الرواية الأكثر تفصيلاً واردة في لوح من آشور وتؤكده سلسلة من ست خرزات مجزأة، لعل مصدرها مدينة نينوى، وكلها تقدم نفس الصيغة تقريباً باختلافات طفيفة، وتحكي إرسال كربئلو الهدايا بمناسبة تأسيس معبد أكيتو في آشور الذي بُني بعد سنوات قليلة من الفتح الآشوري لبابل، وبفضل هذه المزامنة تمكن الباحثون من تأريخ نقش النصر وبالتالي الحضارة العربية الجنوبية عموماً إلى القرن الثامن قبل الميلاد. تذكر رسالة مجزأة أيضاً السبئيين (سَبَأو) في سياق مدفوعات الجزية لسنحاريب، على الرغم من أن السياق مجزأ للغاية.

### نماذج للنصوص:
"أثناء وضع أساسات معبد أكيتو، أهداني وفد كَرِبئيل ملكُ بِلاد سبأ" (Ka-ri-bi-DINGIR LUGAL KUR sa-ba-aʾ)
وكذلك في اللوح الذي ينص "هذه هدية الوفد التي قدمها لي كَرِبئيل ملك أرض سبأ" (ka-ri-bi-DINGIR [MAN KUR sa-ba-aʾ]).

## في النقوش السبئية

حملات كربئيل على أوسان

حكم "كربئيل وتر" في النصف الأول من القرن السابع قبل الميلاد. وقد ورد ذكره في واحدة من أطول وأهم النقوش السبئية التي تقع في معبد المقه الكبير في صرواح على بعد 40 كم غرب مأرب. حيث يسرد كربئيل وتر عدداً كبيراً من المواقع التي تم تسويرها وما تزال معظمها مرئية أثرياً في يومنا هذا. ويعد النقشان السبئيان الطوال، الأول هو نقش النصر (RES 3945)، والثاني النقش المعروف بالرمز (RES 3946)، أهم سجلات إنجازاته.
يصف نقش النصر المؤلف من عشرين سطرا الحملات العسكرية التي قادها كربئيل وتر. ومن السطر الأول يبدو أن المؤلف فخوراً بانتصاراته العديدة. بدأ كربئيل وتر حملاته بمهاجمة الأراضي الغربية في مأرب وقتل وأسر الآلاف من أعدائه. ثم ركز اهتمامه على غزو الموانئ والأراضي البحرية الجنوبية الغربية لإضعاف مملكة أوسان. وتابع تقدمه للوصول إلى أراضي أوسان التي كانت تسيطر على المناطق الجنوبية حتى شواطئ البحر الأحمر. أمر كربئيل جنوده بتسليط سيوفهم على شعب أوسان وقتل الآلاف منهم وحرق جميع مدنهم حتى البحر.
كانت نشان (حالياً: خربة السوداء) الخصم الخطير التالي له، لذلك هاجمها وأحرقها. بعد ذلك حاصر مدينة نَشَق (خربة البيضاء) لثلاثة أعوام. نتج الحصار عن هزيمة النشانيون وضم كل أراضيهم وسدودهم الصالحة للزراعة، وفرض عبادة للإله إلمقه. وقبل ذلك، كان كربئيل وتر، قد شن حملة - بمساندة حليفة السابق ملك نشان - على شمال الجوف بالقرب من نجران. وكانت حصيلة الغزو قتل خمسة آلاف، واستعبد اثنا عشر ألف منهم، واستولى على أكثر من مائتي ألف رأس من الماشية.